# InnerSpace Explorers

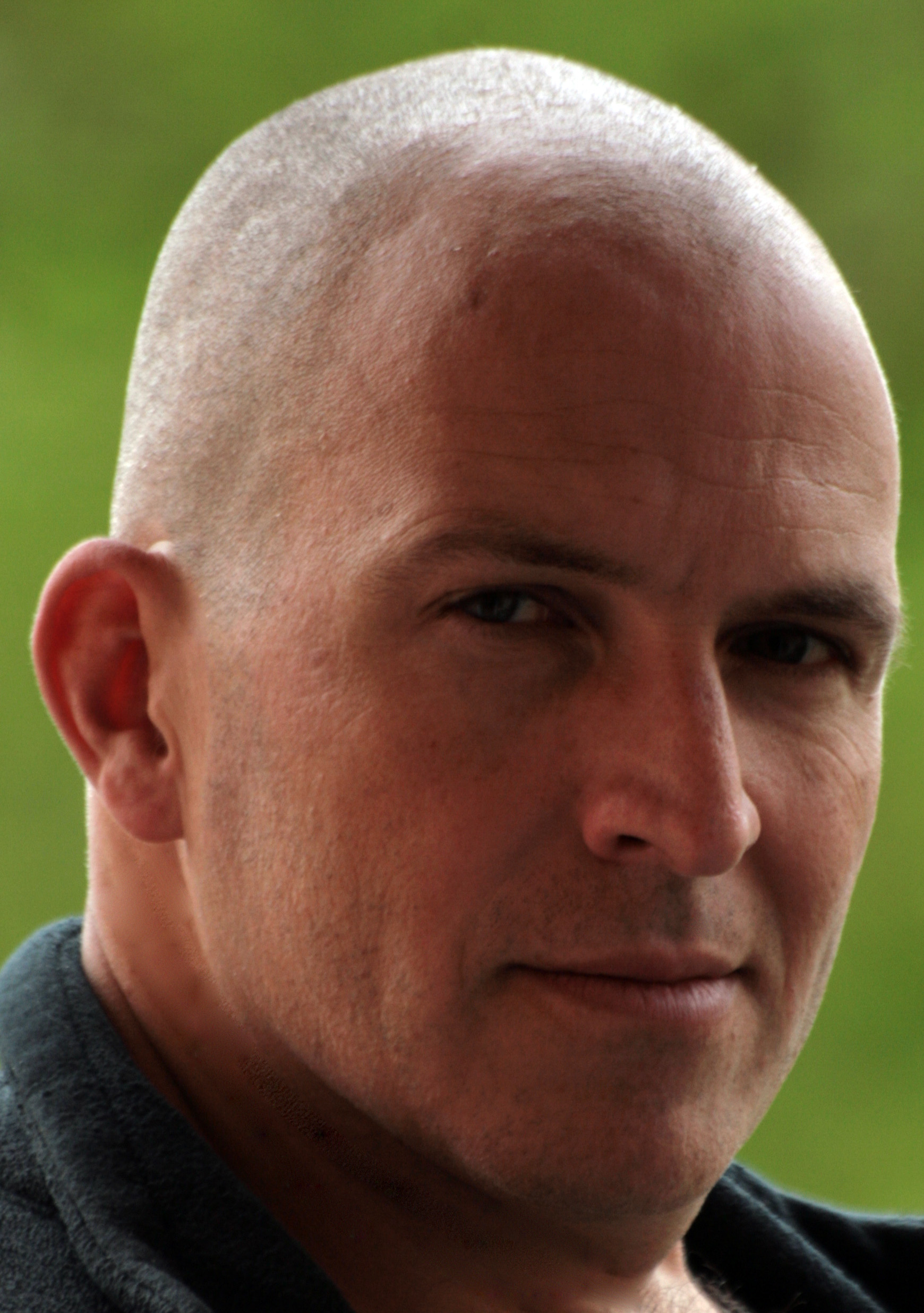
Zakladatel organizace ISE Achim Schlöffel

Inner Space Explorers (ISE) je potápěčská organizace vycházející z filosofie Doing It Right. Byla založena v roce 2008 v Německu bývalým instruktorem GUE Achimem R. Schlöffelem.

## Kurzy ISE
Úvodní
- Requalification
- Basics of Exploration (BOE)
- Sidemount
- Basics of Exploration Extended (BoE+)

Technické
- Exploration Diver Level I
- Exploration Diver Level II
- Exploration Diver Level III
- Wreck Explorer Level I
- Wreck Explorer Level II
- Wreck Explorer Level III
- Cave Explorer Level I
- Cave Explorer Level II
- Cave Explorer Level III

Rebreather
- Rebreather Exploration Diver
- Oxygen Rebreather Diver
- MCCR Diver